# Митенвалд
Митенвалд (њем. Mittenwald) град је у њемачкој савезној држави Баварска. Једно је од 22 општинска средишта округа Гармиш-Партенкирхен. Према процјени из 2010. у граду је живјело 7.570 становника. Посједује регионалну шифру (AGS) 9180123.

## Географски и демографски подаци
Митенвалд се налази у савезној држави Баварска у округу Гармиш-Партенкирхен. Град се налази на надморској висини од 923 метра. Површина општине износи 132,8 km². У самом граду је, према процјени из 2010. године, живјело 7.570 становника. Просјечна густина становништва износи 57 становника/km².